# Communauté de communes du Bocage d’Athis-de-l’Orne
Die Communauté de communes du Bocage d’Athis-de-l’Orne ist ein ehemaliger französischer Gemeindeverband mit der Rechtsform einer Communauté de communes im Département Orne in der Region Normandie. Sie wurde am 23. Dezember 1993 gegründet und umfasste zuletzt 9 Gemeinden. Der Verwaltungssitz befand sich in der Commune nouvelle Athis-Val de-Rouvre.
Mit Wirkung vom 1. Januar 2017 wurde der Gemeindeverband aufgelöst und seine ehemaligen Mitgliedsgemeinden dem Gemeindeverband Flers Agglo zuteilt.

## Ehemalige Mitgliedsgemeinden
1. Athis-Val de-Rouvre (Commune nouvelle)
2. Berjou
3. Cahan
4. Durcet
5. La Lande-Saint-Siméon
6. Ménil-Hubert-sur-Orne
7. Sainte-Honorine-la-Chardonne
8. Saint-Philbert-sur-Orne
9. Saint-Pierre-du-Regard